# Впіймай мене, якщо зможеш
«Впіймай мене, якщо зможеш» (англ. Catch Me if You Can) — американська детективна драма режисера Стівена Спілберга, знята на основі реальних подій життя Френка Ебігнейла. Прем'єра кінофільму відбулася 25 грудня 2002 року. На 4 березня 2024 року фільм займав 177-у позицію у списку 250 кращих фільмів за версією IMDb.

## Сюжет
Кримінальна мелодрама, заснована на реальній історії — житті дивного шахрая 60-х років минулого сторіччя Френка Ебігнейла молодшого. Після розлучення батьків і банкрутства батька, Френк уже в 16 років починає самостійний шлях у доросле життя і дуже швидко розуміє, що без грошей всі задоволення світу будуть недосяжні для нього. Гострий розум юнака помічає, що чеки і боргові розписки лише тоді приймаються банками і негайно трансформуються в дзвінку монету, якщо їхній пред'явник виглядає переконливо і солідно. І от уже чарівний симпатяга-пілот авторитетної авіакомпанії «Pan Am» простягає у віконечко каси дорожній чек на сто доларів і просить поміняти на готівку. Ну яка дівчина встоїть перед таким красунчиком? Це вже потім з'ясується, що чек спритно підроблений, а підпис пілота нерозбірливий. Коли «літакова тематика» стане професійно небезпечною, Френк перевтілиться в лікаря і продовжить свої махінації. За короткий відрізок часу він виманить в американських банків три мільйони доларів — неймовірні на той час гроші! Незабаром феноменальний за своїми масштабами обман стане настільки наочним, що стурбоване Федеральне бюро розслідувань буде змушене відрядити на пошуки невловимого «пілота» свого найкращого агента Карла Генреті. Герої будуть не раз зіштовхуватися один з одним у різних місцях (у готельному номері лише нахабність Френка врятує його від викриття), навіть мило обмінюватися різдвяними привітаннями, аби захопливе полювання кота за мишкою перервалося лише наприкінці 1960-х років у Франції, де юний і безжурний Френк перейшов на масове друкування фальшивих чекових книжок найвищого ґатунку. Але і в наручниках Френк примудриться втекти з-під варти, продемонструвавши усім божевільне прагнення до вільного життя, що його переповнює.

## У ролях
- Леонардо Ді Капріо — Френк Вільям Ебігнейл молодший
- Том Генкс — агент ФБР Карл Генреті
- Мартін Шин — Роджер Стронг
- Емі Адамс — Бренда Стронг
- Крістофер Вокен — Френк В. Ебігнейл, батько Френка
- Наталі Бай — Паула Ебігнейл, мати Френка
- Джеймс Бролін — Джек Бернс
- Емі Екер — Міггі
- Дженніфер Гарнер — Шеріл Енн
- Кріс Елліс — агент ФБР Віткінс
- Елізабет Бенкс — Люсі
- Еллен Помпео — Марсі
- Кейтлін Даблдей — Джоанна
- Роберт Рут — адміністратор готелю
- Джессіка Коллінз — Пеггі

## Нагороди й номінації

### Нагороди
- 2003 — Премія «BAFTA»
  - Найкраща чоловіча роль другого плану — Крістофер Вокен

### Номінації
- 2002 — Премія «Оскар»
  - Найкращий оригінальний саундтрек — Джон Вільямс
  - Найкраща чоловіча роль другого плану — Крістофер Вокен
- 2003 — Премія «BAFTA»
  - Нагорода «Anthony Asquith Award» за музику до фільму — Джон Вільямс
  - Найкращий сценарій — Джеф Натансон
- 2003 — Премія Едгара Аллана По
  - Найкращий фільм — Джеф Натансон
- 2003 — Премія «Золотий глобус»
  - Найкращий драматичний актор — Леонардо Ді Капріо
- 2004 — Премія «Ґреммі»
  - Найкращий альбом-саундтрек — Джон Вільямс
- 2003 — Премія «MTV Movie Awards»
  - Найкраща чоловіча роль — Леонардо Ді Капріо